# 48778 Shokoyukako
A 48778 Shokoyukako (ideiglenes jelöléssel 1997 RE) a Naprendszer kisbolygóövében található aszteroida. Hiroshi Abe fedezte fel 1997. szeptember 1-jén.

## Kapcsolódó szócikk
- Kisbolygók listája (48501–49000)